# 5 Dywizja Pancerna SS „Wiking”
5 Dywizja Pancerna SS „Wiking” – jednostka Waffen-SS sformowana w drugiej połowie 1940 roku jako dywizja grenadierów na podstawie pułku SS „Germania” wyłączonego ze składu SS-Verfügungstruppe.

## Historia

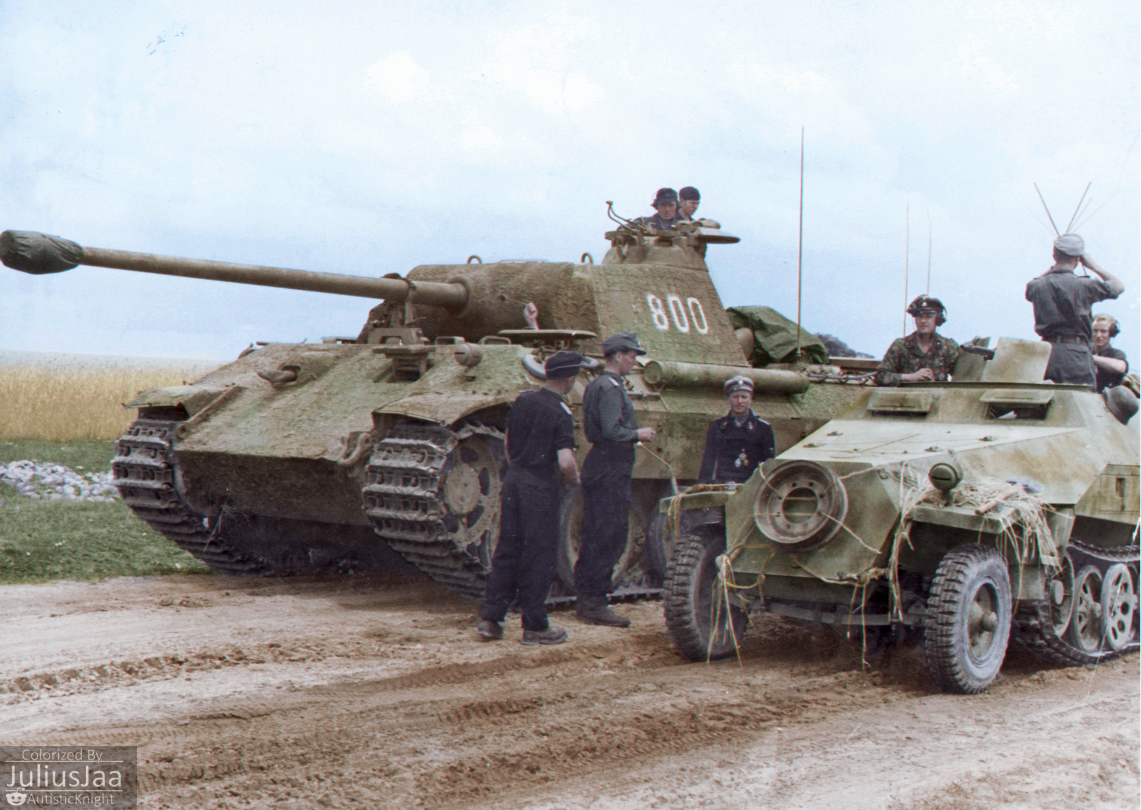
Czołg Panzerkampfwagen V Panther i pojazd pancerny Sd.Kfz.251 dywizji w czasie walk pod Warszawą w 1944 r.

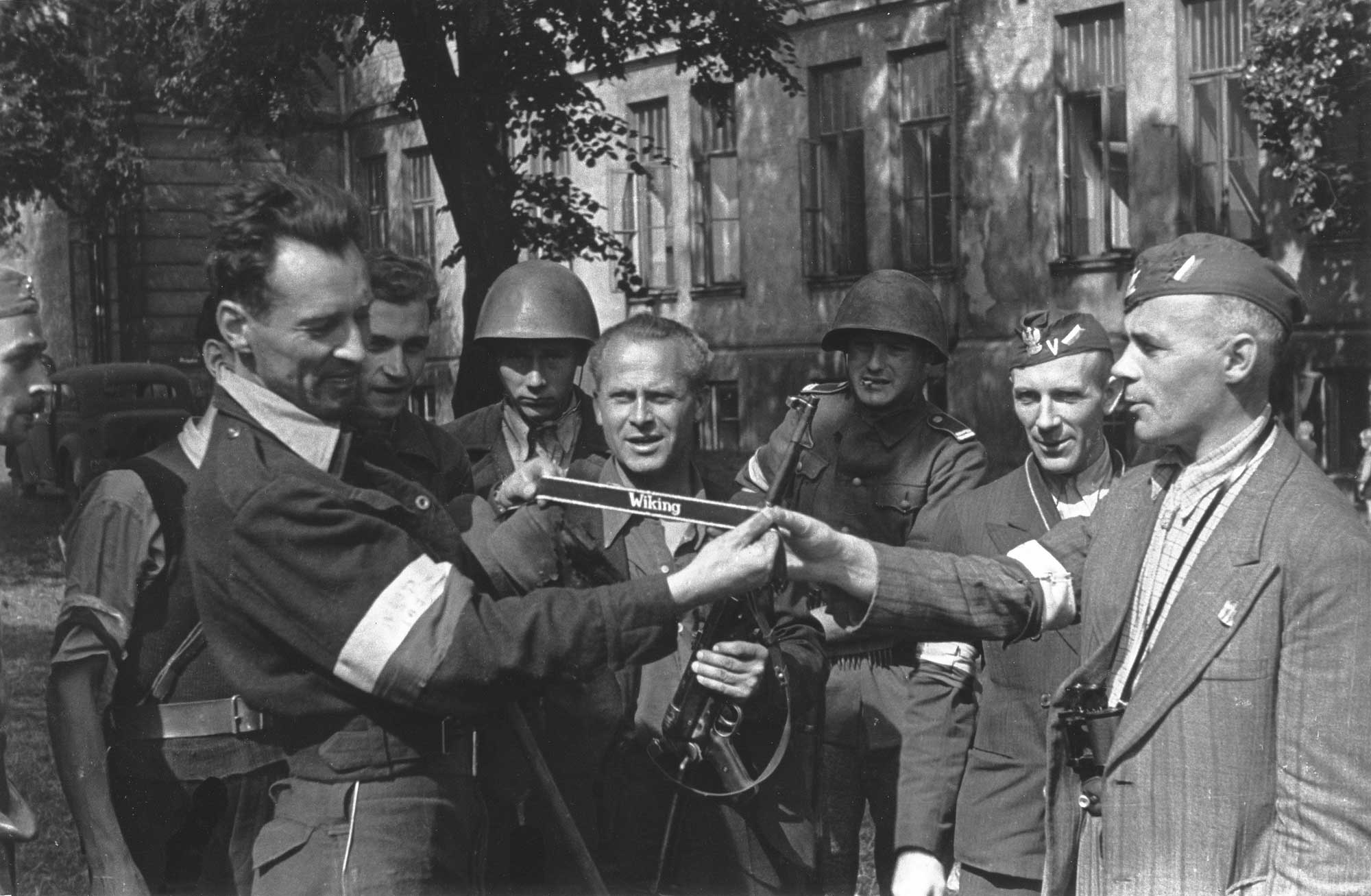
Powstańcy warszawscy (wśród nich kpt. Cyprian Odorkiewicz „Krybar”) prezentują zdobyczne insygnia członka Dywizji Wiking.

W grudniu 1940 roku przyjęto oznaczenie nowej jednostki jako Dywizja Zmotoryzowana SS „Germania”, jednak po zakończeniu procesu formowania w styczniu 1941 roku nazwę tę zmieniono ponownie, tym razem określając nową jednostkę jako Dywizja Zmotoryzowana SS „Wiking”. Dowództwo jednostki powierzono SS-Brigadeführerowi Feliksowi Steinerowi.
Jej żołnierzami byli Niemcy z pułku Germania oraz kolaboranci z Norwegii, Szwecji, Danii, Belgii, Holandii, Finlandii i Estonii, których wcielono do pułków: „Westland” i „Nordland”. Tym samym dywizja ta była jedną z najbardziej „międzynarodowych” dywizji Waffen-SS. Była też najsilniejszą dywizją SS, dorównując doborowym liniowym dywizjom Wehrmachtu.
Uczestniczyła w inwazji III Rzeszy na ZSRR. Posuwając się na wschód między 3 a 6 lipca 1941 pododdziały dywizji dokonały serii antyżydowskich pogromów (Złoczów, Zborów, Jezierna, Tarnopol, Skałat, Grzymałów), w których zamordowano od 4300 do 7000 Żydów.
W listopadzie 1942 roku, podczas walk na Kaukazie, została przekształcona w dywizję grenadierów pancernych. W październiku 1943 roku stała się dywizją pancerną, cały czas walcząc na froncie wschodnim. W maju 1944 brała udział w operacji „Maigewitter”, mającej na celu rozbicie oddziałów partyzanckich na terenie Lubelszczyzny. W bitwie pod Rąblowem toczonej 14 maja 1944 walczyła przeciw oddziałom partyzanckim Armii Ludowej, Armii Krajowej i Batalionów Chłopskich oraz oddziałowi partyzantki radzieckiej. Następnie została wycofana do Niemiec w celu przezbrojenia.
Po przezbrojeniu dywizja walczyła pod Warszawą, a niektóre pododdziały dywizji uczestniczyły w tłumieniu powstania warszawskiego. W styczniu 1945 r. walczyła na Węgrzech, a działalność bojową zakończyła w Austrii w okolicach Grazu.

## Organizacja i skład 5 Dywizji Pancernej SS „Wiking” w maju 1944 r.

### Sztab dywizji
- pluton motocykli: 6 lkm,
- samobieżna bateria artylerii plot.: 4 działka 20 mm
- pluton samobieżnej artylerii ppanc.: 3 lkm, 3 działa 75 mm (7,5 cm PaK 40)
- pluton dział piechoty: 2 działa 75 mm (7,5 cm IG 37)
- mieszany pluton grenadierów panc.: 4 ckm, 6 lkm, 2 moździerze 81 mm

### 5. pułk czołgów SS (5 pułk pancerny SS))
- sztab pułku
- I batalion pancerny – 4 kompanie (I-IV) – czołgi Pz.Kpfw. V „Pantera” (wg etatu 79 czołgów)
  - pluton obsługi technicznej czołgów

- II batalion pancerny – 4 kompanie (V-VIII) – czołgi Pz.Kpfw. IV (wg etatu 80-100 czołgów)
  - pluton obsługi technicznej czołgów

### 9. pułk grenadierów pancernych SS„Germania”
- sztab pułku
- I batalion
  - 3 kompanie (I-III)-4 ckm, 18 lkm, 2 moździerze 81 mm, 2 miotacze płomieni,
  - kompania ciężkiej broni wsparcia (IV) w składzie:
    - pluton moździerzy: 2 lkm, 4 moździerzy 120 mm,
    - pluton dział ppanc.: 3 lkm, 3 działa 75 mm (7,5 cm PaK 40)
    - 2 sekcje dział piechoty: 2 lkm, 4 działa 75 mm (7,5 cm IG 37)

- II batalion (kompanie VI-IX) – struktura i uzbrojenie jak w I batalionie
- III batalion (kompanie XI-XV wyposażone w półgąsienicowe transportery opancerzone Sd.Kfz. 251/1 Ausf. D
- 3 kompanie (I-III) na transporterach opancerzonych: 4 ckm, 40 lkm, 2 moździerze 81 mm, 2 miotacze płomieni, 7 działek 20 mm, 2 działa 75 mm
- IV kompania w składzie:
  - 1 pluton saperów: 13 lkm, 6 miotaczy płomieni
  - sekcja dział piechoty: 1 lkm, 2 działa 75 mm (7,5 cm IG 37)
  - pluton dział ppanc.: 8 lkm, 3 działa 75 mm (7,5 cm PaK 40)
  - pluton dział: 8 lkm, 6 dział 75 mm

- XVI (samobieżna) kompania artylerii plot: 12 działek 20 mm, 4 lkm,
- XVII (samobieżna) kompania dział piechoty: 6 dział 150 mm sIG 33, 8 lkm,
- XVIII zmotoryzowana kompania saperów: 2 ckm, 12 lkm, 6 miotaczy płomieni, 2 moździerze 81 mm

### 10. pułk grenadierów pancernych SS„Westland”
- struktura i uzbrojenie jak w 9. pułku

### 5. pułk artylerii pancernej SS
- sztab pułku i bateria sztabowa: 2 lkm
- samobieżna bateria artylerii plot.: 4 poczwórnie sprzężone działka 20 mm, 2 lkm

- I batalion artylerii polowej (samobieżnej):
  - sztab i (samobieżna) bateria sztabowa: 3 lkm, 3 działka 20 mm
  - 2 baterie samobieżnych lekkich haubic: każda 6 pojazdów Sd.Kfz. 124 „Wespe” uzbrojonych w haubice 105 mm (10,5 cm leFH 18)
  - 1 bateria samobieżnych ciężkich haubic polowych: pojazdy Sd.Kfz. 165 „Hummel” uzbrojonych w haubice 150 mm (15 cm sFH 18 (L/30))

- II batalion
  - sztab i bateria sztabowa: 3 lkm, 3 działka 20 mm
  - 2 zmotoryzowane baterie: każda po 6 haubic 10,5 cm leFH 18/40
- III batalion (o takiej samej strukturze jak II batalion)
- IV batalion
  - sztab i bateria sztabowa (3 lkm, 3 działka 20 mm)
  - 2 zmotoryzowane baterie: każda po 6 haubic 15 cm sFH 18, 2 lkm
  - 1 zmotoryzowana bateria: 6 dział 105 mm (10,5 cm sK 18/40), 2 lkm

### 5. batalion rozpoznawczy SS
- sztab batalionu
- pluton ciężkich samochodów panc.: 6 ciężkich samochodów panc. SdKfz 234/3 z 75 mm działami KwK 37, 6 lkm
- kompania samochodów panc.: 18 działek 20 mm, 24 lkm
- kompania samochodów panc.: uzbrojona w transportery opancerzone, 16 działek 20 mm, 25 lkm
- 2 kompania transporterów opancerzonych: 49 lkm, 2 moździerze 81 mm, 3 działa 75 mm
- 1 kompania transporterów opancerzonych w składzie:
  - pluton saperów: 13 lkm, 6 miotaczy płomieni,
  - pluton dział ppanc.: 8 lkm, 3 działa 75 mm (7,5 cm PaK 40),
  - sekcja dział piechoty: 2 działa 75 mm (7,5 cm lG 37), 4 lkm,
  - sekcja dział: 8 lkm, 6 dział 75 mm,
  - zmotoryzowana kolumna zaopatrzeniowa batalionu rozpoznawczego: 3 lkm

### 5. batalion artylerii ppanc. SS
- sztab batalionu
- 3 kompanie dział samobieżnych: każda po 14 dział 75 mm (7,5 PaK 40) i 14 lkm, Sd.Kfz. 139 Marder III/ 75 mm (7,5 cm PaK 40)

### 5. batalion artylerii plot SS
- sztab i bateria sztabowa
- 3 zmotoryzowane baterie ciężkiej artylerii plot: każda po 4 działa 88 mm Flak 36, 3 działka 20 mm, 3 lkm
- 1 zmotoryzowana bateria średniej artylerii plot: 9 dział 37 mm, 4 lkm
- zmotoryzowany pluton reflektorów: 4 reflektory o średnicy 600 mm

### 5. pancerny batalion saperów
- sztab (2 lkm)
- 1 kompania saperów na transporterach opancerzonych: 2 ckm, 46 lkm, 3 ciężkie karabiny ppanc., 2 moździerze 81 mm, 6 miotaczy płomieni Sd.Kfz 251/7 Ausf. D „Pionierpanzerwagen”
- 2 zmotoryzowane kompanie saperów: 2 ckm, 18 lkm, 2 moździerze 81 mm, 6 miotaczy płomieni
- zmotoryzowana kolumna mostowa do budowy przepraw dla czołgów ciężkich: 5 lkm
- zmotoryzowana kolumna mostowa do budowy przepraw dla czołgów lekkich: 3 lkm

### 5. batalion łączności SS
- 1 pancerna kompania telefoniczna: 14 lkm
- 1 pancerna kompania radiowa: 20 lkm
- 1 zmotoryzowana kolumna zaopatrzeniowa batalionu łączności

### 5. polowy batalion uzupełnień (szkolny)
- 5 kompanii

### 5. oddział zaopatrzeniowy SS
- 7 kompanii zaopatrzeniowych (I-VII) o nośności 120 ton: każda po 8 lkm
- 5. zmotoryzowana kolumna zaopatrzeniowa lekkiej artylerii plot
- 5. zmotoryzowana kompania warsztatowa: 4 lkm
- 5. zmotoryzowana kompania zaopatrzeniowa: 8 lkm

### 5. park samochodowy SS
- 1., 2., 3. zmotoryzowane kompanie obsługi: każda po 4 lkm
- 5. zmotoryzowana kolumna obsługi ciężkiego sprzętu (o nośności 75 ton)

### Służby medyczne
- 1., 2., kompanie medyczne 5. oddziału medycznego SS: każda po 2 lkm
- 1., 2., 3. oddział 5. kolumny ambulansowej SS

### Administracja
- 5. zmotoryzowana kompania piekarń polowych SS: 6 lkm
- 5. zmotoryzowana kompania rzeźni polowych SS: 6 lkm
- 5. zmotoryzowany dywizyjny pluton administracyjny SS: 2 lkm
- 5. zmotoryzowany oddział (5 plutonów) Żandarmerii Polowej SS: 15 lkm
- 5. zmotoryzowany oddział poczty polowej SS: 2 lkm

Dywizja liczyła około 14 800 oficerów i żołnierzy

## Dowódcy
- SS-Obergruppenführer Felix Steiner (1 grudnia 1940 – 1 maja 1943)
- SS-Obergruppenführer Herbert Otto Gille (1 maja 1943 – 6 sierpnia 1944)
- SS-Oberführer Eduard Deisenhofer (6 sierpnia 1944 – 12 sierpnia 1944)
- SS-Standartenführer Johannes Mühlenkamp (12 sierpnia 1944 – 9 października 1944)
- SS-Oberführer Karl Ullrich (9 października 1944 – 5 maja 1945)